# Acapurana
A acapurana (Campsiandra laurifolia Benth.) é uma árvore da família das leguminosas, nativa da Amazônia, de flores róseas e madeira de boa qualidade. É uma planta com propriedades medicinais, sendo suas folhas, casca e frutos, usados em tratamento.
Acapurana origina da língua tupi-guarani (rana = igual a), que significa "igual ao acapu", por sua vez acapu (aka = ponta + pu = alto) significa "ápice alto", "árvore alta".

## Distribuição
Encontra-se na Floresta Amazônica, sendo no Brasil nos estados do Amazonas, Amapá, Pará, Rondônia e Roraima, porém não é endêmica do Brasil.

## Descrição
Acapurana é uma árvore de médio porte, em torno de 7 metros, que cresce ao longo dos rios e córregos da bacia amazônica. As árvores acapurana são de médio porte que produzem pequenas flores brancas a róseas com estames vermelhos. Estas árvores produz uma vagem de grão grande. As sementes são geralmente retirados da vagem, secos, e então um terreno em farinha ou farelo como alimento para pessoas e animais.

### Propriedades químicas
Os estudos químicos em acapurana não foram completamente estudadas e relatadas. Acredita-se que contém antocianinas, glicosídeos cianogênicos, heterosídeos, saponinas e taninos.

## Sinonímia

### Sinônimos botânicos
- Campsiandra rosea Endl. &  Poepp.,
- Campsiandra comosa var. laurifolia (Benth)
- Campsiandra angustifolia Spruce ex Benth.

### Sinônimos populares
- Acapú-do-igapó,
- Manaiara (Pará),
- Comandaçu, cumandá,
- Comanda-açú, capoerana,
- Acapurana-vermelha,
- Acapurana-da-várzea,
- Caacapoc,
- Caacapoc-dos-aborígines.

## Usos
- Infusão das folhas: malária, febrífugo, tônico, tratamento de febres;
- Decocção da casca: banho local de úlceras e feridas;
- Infusão dos frutos: uso local com sal e vinagre: impigens.[6]

Acapurana é um remédio comum para a febre da malária na Floresta Amazônica. Na região de Iquitos, herbanários e curandeiros local recomendam uma decocção ou tintura da casca de ser tomada duas vezes por dia para reduzir a febre relacionada à malária. Nos sistemas de fitoterapia no Peru, acapurana também é recomendada para artrite e reumatismo, diarreia, como um tónico, e para outros estados febris. Os índios Witoto na área de usar a casca pulverizada de C. laurifolia para tratar feridas. Residentes no distrito de Loreto do Peru ter usado um chá da casca de C. comosa como um tônico pós-parto. No Brasil, a árvore vai pelo nome comum de cumandá ou acapurana e herbanários recomendar a casca de C. comosa como um tónico, para a febre da malária, e para limpar feridas e úlceras.